# Miklós Darvas
Miklós Darvas, född den 6 juni 1949 i Budapest, Ungern, är en ungersk kanotist.
Han tog bland annat VM-guld i C-1 500 meter i samband med sprintvärldsmästerskapen i kanotsport 1979 i Tammerfors.